# Буске (Перуђа)
Буске је насеље у Италији у округу Перуђа, региону Умбрија.
Према процени из 2011. у насељу је живело 97 становника. Насеље се налази на надморској висини од 510 м.